# Julija Kołtaczichina
Julija Kołtaczichina (ur. 14 października 1993) – rosyjska lekkoatletka, sprinterka. 

## Osiągnięcia
| Rok  | Impreza                     | Miejsce   | Konkurencja             | Pozycja    | Wynik   |
| ---- | --------------------------- | --------- | ----------------------- | ---------- | ------- |
| 2012 | Mistrzostwa świata juniorów | Barcelona | sztafeta 4 x 400 metrów | 3. miejsce | 3:36,42 |

Medalistka mistrzostw Rosji w kategorii juniorów.

## Rekordy życiowe
- Bieg na 400 metrów – 53,86 (2012)